# Інтерв'ю Володимира Путіна Такеру Карлсону

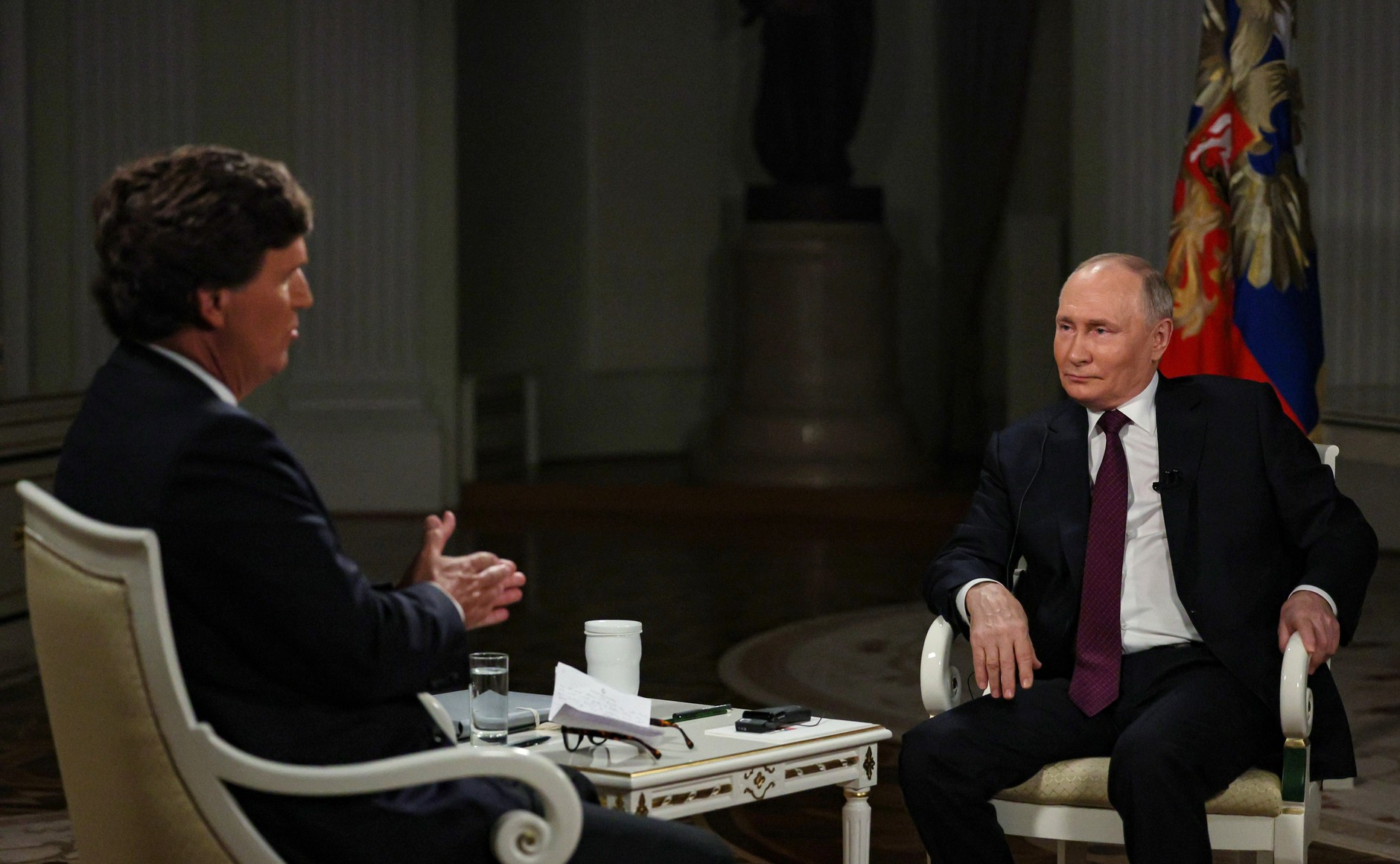
Володимир Путін дає інтерв'ю Такеру Карлсону, Москва, 6 лютого 2024.

Інтерв'ю Президента Росії Володимира Путіна американському політичному оглядачу Такеру Карлсону відбулося 6 лютого 2024. Прем'єра відбулася 8 лютого 2024 року у соціальній мережі Твіттер (X). Воно стало першим інтерв'ю, яке російський президент дав західному журналістові з початку вторгнення Росії в Україну в лютому 2022 року. Путін розповів оглядачу власну версію історії Росії та України та інші пропагандистські тези.

## Передісторія
Такер Карлсон — американський консервативний політичний оглядач. Карлсон часто захищав Путіна та пропагував проросійську дезінформацію про російське вторгнення в Україну, включаючи теорію змови про біозброю в Україні. З 2016 по 2023 рік Карлсон вів програму Fox News Tucker Carlson Tonight, ток-шоу, в якому він підтримував критичні коментарі щодо України, зокрема описував Президента України Володимира Зеленського як «диктатора». У квітні 2023 року Карлсона звільнили з Fox News Channel. Потім він створив ток-шоу Tucker on X у Twitter. Перший епізод приписував руйнування Каховської дамби Україні.
Путін ввів обмеження свободи преси в своїй країні. У березні 2023 року російський уряд ув'язнив американського журналіста Евана Гершковича з The Wall Street Journal за звинуваченням у шпигунстві. Після російського вторгнення в Україну Путін не дав інтерв’ю жодному західному журналісту.

## Зміст
Інтерв'ю, яке тривало близько двох годин, почалося з промови Путіна про історію Росії та її відносини з Україною. Володимир Путін стверджував, що Україна — «штучна держава», сформована з волі Йосипа Сталіна внаслідок приєднання Західної України до Української РСР та приєднання частини земель Бессарабії та Північної Буковини до Української РСР.
Під час інтерв'ю президент Росії звинуватив Україну та країни Заходу у війні в Україні. Він також закликав США переглянути свою позицію та підтвердив готовність Росії до діалогу. Путін також заявив, що був готовий повернути Україні контроль над територіями Луганської та Донецької областей, захопленими підконтрольними Росії ДНР та ЛНР. Він заявив, що розраховував на поступове повернення регіону до країни, але звинуватив Київ у бажанні вирішити питання за допомогою військових коштів. Путін стверджував, що війну розпочала не Росія, а Україна, «вісім років бомбила Донбас». Мирні переговори, на думку російського президента, у певний момент досягли дуже високого рівня узгодження позицій обох сторін і були практично завершені, а Стамбульська угода могла б призвести до завершення війни, якби не заважали дії США та прем'єр-міністра Великобританії Бориса Джонсона. Російський президент закликав США переглянути свою позицію та висловив готовність Росії до діалогу, проте не уточнив конкретних умов.
Володимир Путін звинуватив США у порушенні домовленостей про «Північний потік», стверджуючи, що «ЦРУ не має алібі». Він описав відносини між Росією, Україною та Заходом цитатою поета Михайла Лермонтова: «Все це було б смішно, якби не було так сумно». Путін висловив упевненість у тому, що, незважаючи на «нескінченну мобілізацію в Україні» та внутрішні проблеми, зрештою буде досягнуто згоди. На запитання, чому він не спілкується з Президентом США Джозефом Байденом і не ухвалює рішень щодо України, Путін відповів: «Що там вирішувати?». Він закликав припинити постачання зброї та зазначив, що в такому разі війна закінчиться протягом кількох тижнів.
У відповідь на запитання Такера Карлсона про можливий напад Росії на Польщу Володимир Путін заявив, що така подія може статися лише у разі агресії з боку Польщі. Він підкреслив, що Росії немає необхідності втручатися у справи інших країн, у тому числі в Польщі та Латвії, оскільки вона не має своїх інтересів.
На запитання Такера «Чи готові Ви сказати, наприклад, НАТО: вітаю, ви перемогли, давайте ситуацію збережемо у тому вигляді, в якому вона зараз», Володимир Путін відповів: «Знаєте, це предмет переговорів, які з нами ніхто не хоче вести чи, Точніше сказати, хочуть, але не знають як. Знаю, що хочуть, — не тільки бачу це, але знаю, що хочуть, але ніяк не можуть зрозуміти, як це зробити».

## Реакція
Спеціалісти з британської газети The Independent охарактеризували інтерв'ю як «ретельно підготовлену серію питань, призначених для того, щоб дозволити Путіну продемонструвати свої історичні образи та спотворення».
Російська пропаганда просуває велику кількість переглядів інтерв'ю. За перші 13 годин після публікації відео, розміщене в соціальній мережі X, набрало понад 100 млн. переглядів. Крім того, державні інформаційні агентства звернули увагу на публікацію Ілона Маска, який перепостив інтерв'ю та написав, що теж його дивиться.
Після розмови Такер Карлсон назвав Путіна розумною людиною і заявив, що заперечення Росії Заходом «глибоко поранило» російського Президента. На думку журналіста, Росія не займається експансією, тому що вона вже і «така величезна», а «ідеологічні брехуни, які керують Держдепом», хочуть зробити з Путіна Гітлера. Карлсон додав, що Росія не поступиться Кримом заради мирної угоди з Україною.
The Wall Street Journal пише, що Карлсон опублікував інтерв'ю з Путіним у «переломний момент». Видання нагадує, що мільярди доларів допомоги Україні застрягли в конгресі США через внутрішньополітичні розбіжності, тоді як російські війська просуваються вперед на полі бою, а ЗСУ страждають від гострої нестачі боєприпасів та озброєнь. На думку газети, інтерв'ю дало шанс зміцнити російському Президентові свій авторитет у країні. Карлсон, вважає The New York Times, дозволив Путіну розширити можливе уявлення про Росію як захисницю «традиційних цінностей» і що заклики укласти мирну угоду щодо України є її спробою безпосередньо звернутися до американських консерваторів, які виступають проти продовження підтримки України. Дмитро Пєсков заявив, що Захід уважно аналізуватиме інтерв'ю Путіна з Карлсоном і що Кремль не погоджував питання заздалегідь, а після виходу інтерв'ю адміністрація Президента отримала «кілька десятків запитів» про інтерв'ю з Путіним від міжнародних ЗМІ.
На думку представника Ради національної безпеки США Джона Кірбі, інтерв'ю Путіна Карлсону навряд чи змусить американців змінити думку про війну в Україні. Колишня держсекретарка США Гілларі Клінтон розкритикувала на телеканалі MSNBC Карлсона, серед іншого, назвавши його «корисним ідіотом» та «п'ятою колоною».

## Аналіз заяв Путіна
Володимир Путін озвучив цілу низку заяв, які стосуються історії України, подій Другої світової війни, міжнародних політичних відносин, міжнародного права. За версією видань Polygraph.Info та Freedom тезиси заяв Путіна не відповідають реальності. 

За словами Путіна, Україна є агресором, а Росія лише захищається, тому Росія не може бути агресором. Він заявив Карлсону:
Українці все ще вважають себе росіянами. Те, що відбувається, є елементом громадянської війни.

Даний тезис не відповідає дійсності. Соціологічні опитування, які проводяться в Україні протягом багатьох років, показують, що переважна більшість українців вважають росіян іншою етнічною групою. Початкове втручання Росії в 2014 році, а потім повноцінне вторгнення в лютому 2022 року загострили національну ідентичність українців як окремого народу та посилили негативні настрої до російської нації, що вторглася. Характеристика Путіним війни Росії проти України як «громадянської війни» є явною помилкою. Україна є міжнародно визнаною (в тому числі Росією) суверенною незалежною державою. До вторгнення Путін написав статтю, в якій оголосив Україну невід’ємною частиною Росії та заперечував її історію та право на суверенітет. Відтоді він підтвердив цю точку зору у своїх публічних виступах і політиках. 

Також, Путін заявив: 
Державний переворот 2014 року в Україні був здійснений озброєною опозицією за допомогою ЦРУ.
Це неправда. Державного перевороту з точки зору політологічних термінів в 2014 року в Україні не було. Військові практично не відігравали жодної ролі в подіях 2014 року в Києві. Одній військовій частині МВС України було введено наказ у Київ не для допомоги, а для придушення активістів Євромайдану. Члени цього підрозділу потрапили в пастку протестувальників у своїх казармах і так і не потрапили до столиці. Тодішнього президента України Віктора Януковича так і не повалили, як це зазвичай буває в результаті державного перевороту, але він залишив свій пост і втік до Росії на тлі масових протестів проти його відмови підписати угоду про асоціацію з  Європейським Союзом.
Крім того, хоча звинувачення Путіна на адресу Центрального розвідувального управління США є повторенням багаторічної пропагандистської історії Кремля, ні Росія, ні будь-яка інша країна ніколи не надавали жодних достовірних доказів того, що протестувальники були «агентами» Сполучених Штатів чи будь-якої іншої країни.

Путін:
У НАТО є варіанти визнати контроль Росії над новими регіонами.
Це неправда. Згідно з Генеральною Асамблеєю ООН, «спроба незаконної анексії» Росією українських регіонів не має законної сили з точки зору міжнародного права. Наразі Росія окупувала частини чотирьох українських областей і Кримський півострів, який Москва неправдиво стверджує, що він «приєднався» до Росії шляхом плебісциту. 143 країни світу спільно засудили російські так звані референдуми в регіонах у межах міжнародно визнаних кордонів України та спробу незаконної анексії. Путін знову, як в минулих зверненнях або промовах, заявив, що метою військової спеціальної операції в Україні є «заборона всіх неонацистських рухів»:
Ми ще не досягли своєї мети в Україні, тому що одна з цілей — це денацифікація. Це означає заборону всіх неонацистських рухів. Необхідно позбутися тих людей, які дотримуються цієї теорії та практики, і намагаються зберегти її; ось що таке денацифікація. Знаєте, як би вам це не здавалося дивним, але під час переговорів у Стамбулі ми домовилися, що в Україні не буде культивуватися неонацизм, у тому числі на законодавчому рівні. Це, виявляється, можна зробити під час переговорного процесу. І для України, як для сучасної цивілізованої держави, немає нічого принизливого. Чи можлива якась держава сприяння нацистам? Ні, вірно? Просто як це.
Однак, «Неонацизм в Україні» — це термін, який не має стійкої історичної чи політологічної основи, а політичний режим в Україні з 2014 року не має жодних атрибутів, символів, ідей, програм та практик, які б відповідали нацизму та неонацизму. Просуваючи наративи про «неонацизм» в Україні, путінська пропаганда намагається представити Україну як законну мішень для агресії, терору та знищення. Також, варто зазначити, що саме сучасна Росія перетворилася на державу з необмеженою диктатурою, репресіями проти інакодумців, експансією на сусідні країни та оголошенням цих країн «фіктивними та фейковими», що більше відповідає історичним практикам нацизму.